# La fortuna di essere donna
La fortuna di essere donna  (bra: A Sorte de Ser Mulher) é um filme franco-italiano de 1956, do gênero comédia dramática, dirigido por Alessandro Blasetti.

## Elenco
- Sophia Loren.... Antonietta Fallari
- Charles Boyer.... conde Gregorio Sennetti
- Marcello Mastroianni.... Corrado Betti
- Elisa Cegani.... Elena Sennetti
- Titina De Filippo.... mãe de Antonietta
- Nino Besozzi.... Paolo Magnano

## Sinopse
Fotografada sem saber, Antoinette vê seu rosto estampando a capa de um jornal e resolve se tornar famosa, contrariando seu namorado, que pretende processar o jornal. Na busca por fama, ela planeja se casar com um nobre, mas logo descobre que ele é casado.